# Třída Bayern
Třída Bayern byla třída dreadnoughtů německého císařského námořnictva v období první světové války. Byly to poslední dokončené dreadnoughty Německého císařství. Ze čtyř rozestavěných jednotek se do konce války podařilo dokončit bitevní lodě SMS Bayern a SMS Baden. Obě byly po válce internovány ve Scapa Flow, kde je později potopily vlastní posádky. Jejich sesterské lodě Sachsen a SMS Württemberg zůstaly nedostavěny.

## Stavba
Do stavby se zapojily loděnice Howaldtswerke a Germaniawerft v Kielu, AG Vulcan Stettin v Hamburku a Schichau-Werke v Danzigu.
Jednotky třídy Bayern:
| Jméno           | Loděnice          | Založení kýlu | Spuštěna           | Vstup do služby   | Status                                                                                     |
| --------------- | ----------------- | ------------- | ------------------ | ----------------- | ------------------------------------------------------------------------------------------ |
| SMS Bayern      | Howaldtswerke     | 1914          | 18. února 1915     | 15. července 1916 | V listopadu 1918 internována ve Scapa Flow. Dne 21. června 1919 potopena vlastní posádkou. |
| SMS Baden       | Schichau-Werke    | 1913          | 30. října 1915     | 14. března 1917   | V listopadu 1918 internována ve Scapa Flow. Dne 21. června 1919 potopena vlastní posádkou. |
| SMS Sachsen     | Germaniawerft     | 1914          | 21. listopadu 1916 | –                 | Nedokončena, sešrotována 1921.                                                             |
| SMS Württemberg | AG Vulcan Stettin | 1915          | 20. června 1917    | –                 | Nedokončena, sešrotována 1921.                                                             |

## Konstrukce

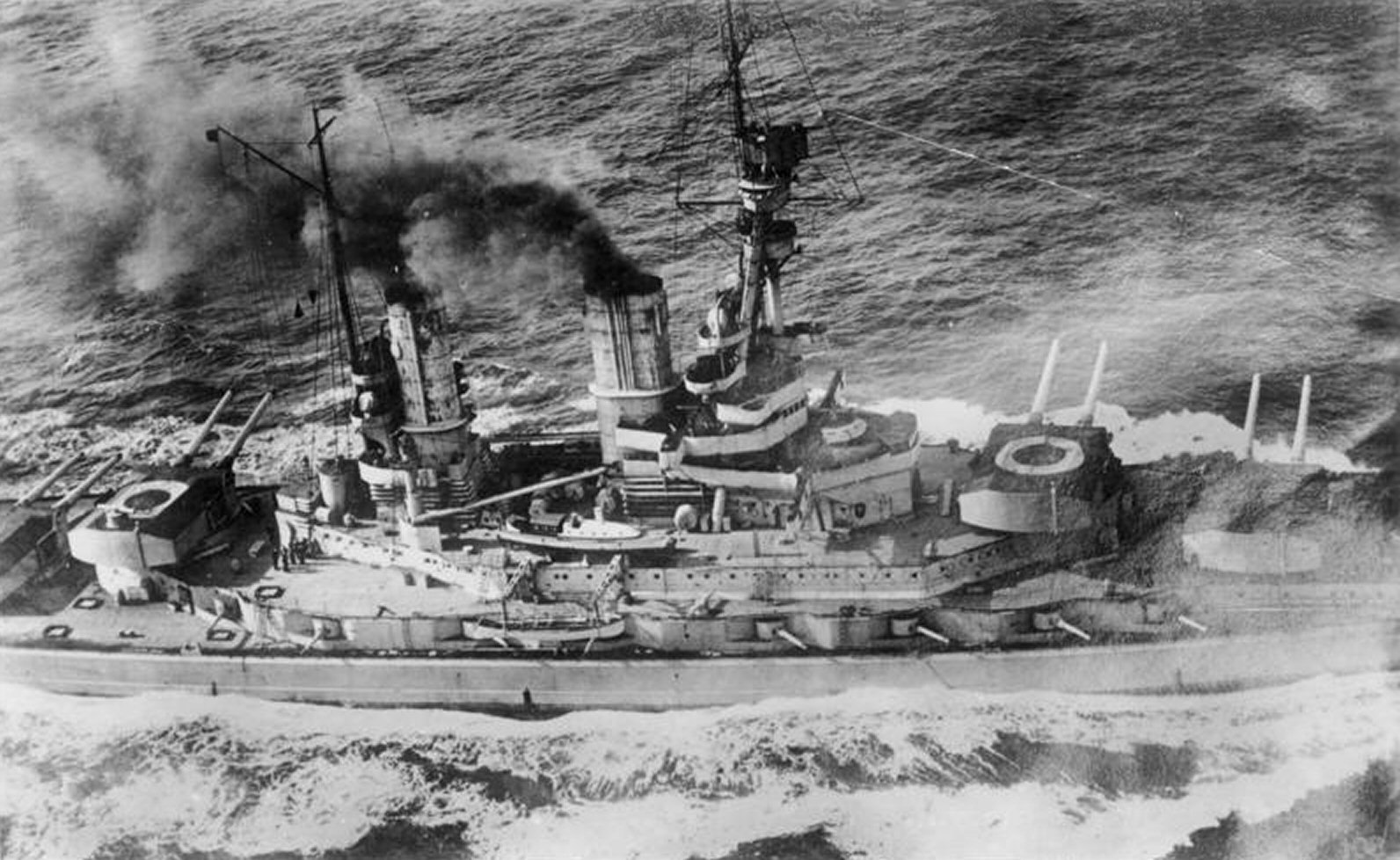
SMS Baden

Novinkou bylo zavedení nových děl ráže 381mm, kterých loď nesla osm ve čtyřech dvoudělových věžích. Dvě věže byly na přídi a dvě na zádi lodi, všechny již v ose lodi. Sekundární výzbroj tvořilo šestnáct 150mm děl, které doplňovala dvě 88mm děla a pět pevných 600mm torpédometů. Další novinkou bylo použití trojnožkového stožáru. Pohonný systém tvořilo čtrnáct kotlů Marine a tři parní turbíny Parsons o výkonu 48 000 hp, pohánějící tři lodní šrouby. Dosah byl 5000 námořních mil při rychlosti 12 uzlů.

## Služba

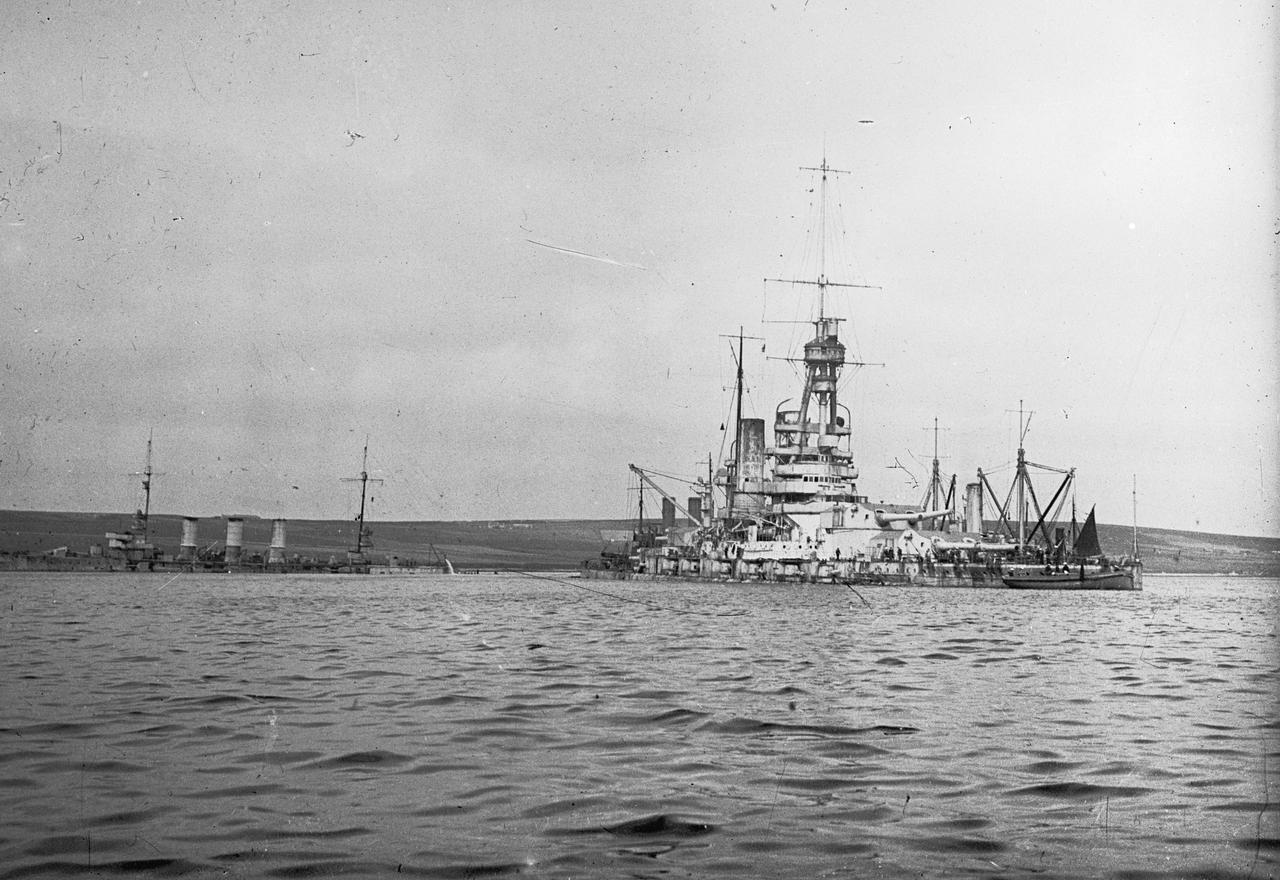
Vyzvedávání bitevní lodě Baden ve Scapa Flow. V pozadí lehký křižník třídy Wiesbaden SMS Frankfurt

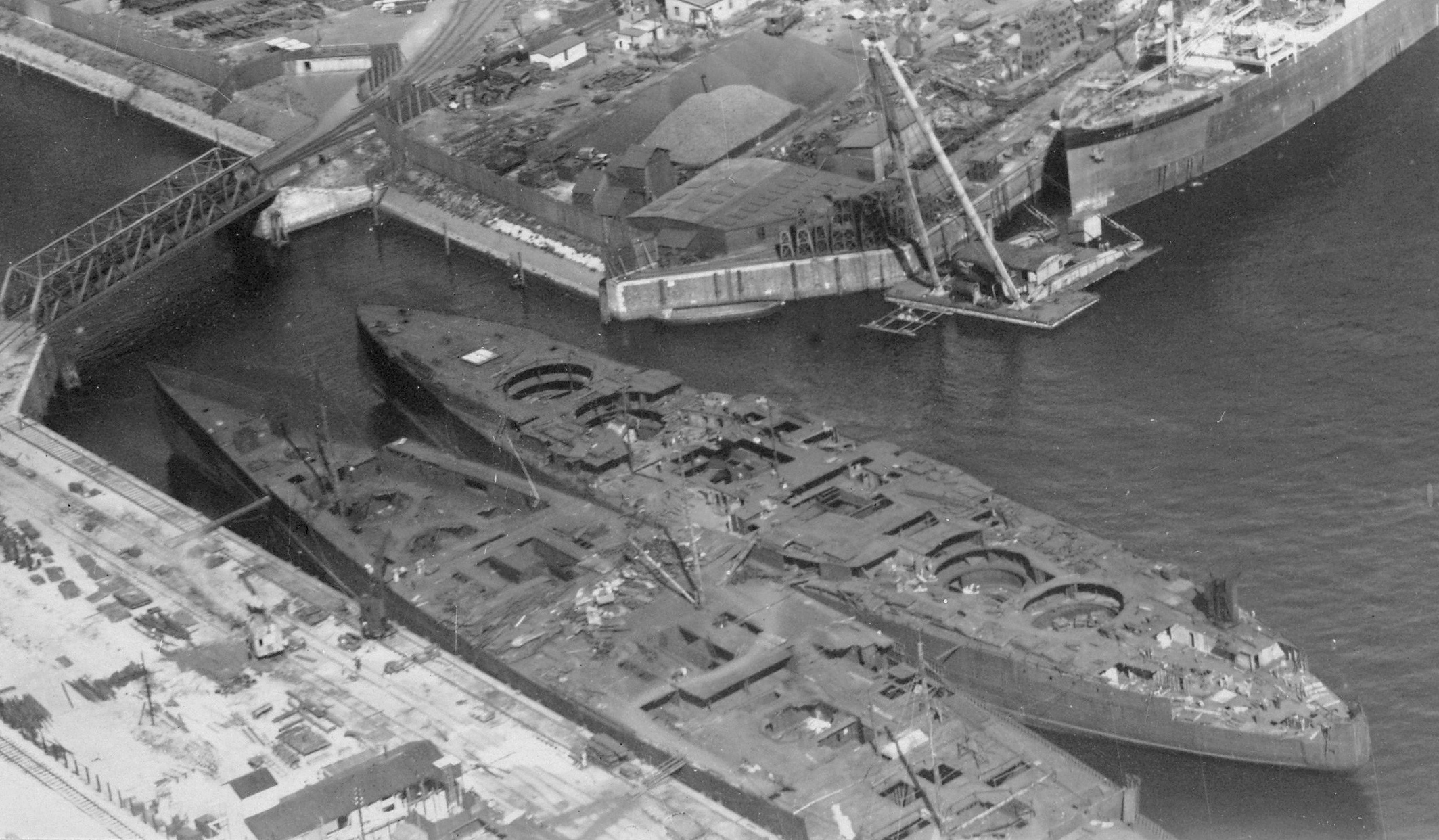
Nedokončený bitevní křižník třídy Mackensen Prinz Eitel Friedrich a bitevní loď Württemberg v Hamburku

V době, kdy došlo k bitvě u Jutska, prodělával dreadnought Bayern zkoušky a jeho sesterský Baden ještě nebyl dokončen. Dreadnought Baden se po svém dokončení stal vlajkovou lodí Hochseeflotte. V říjnu 1917 Bayern podporoval německé operace na Baltu. Přitom 12. října 1917 najel na minu, která způsobila vážné poškození v blízkosti příďového bočního torpédometu. Plavidlo nabralo hodně vody.
Po skončení světové války byly obě bitevní lodě internovány na britské námořní základně ve Scapa Flow. Zde v červnu 1919 došlo k tzv. incidentu ve Scapa Flow, ve kterém německé posádky potopily většinu svých internovaných lodí, aby se nedostaly do cizích rukou. Bitevní loď Bayern se potopila a až ve 30. letech byla vyzvednuta a sešrotována. Bitevní loď Baden najela na břeh, byla předána Britům a v roce 1921 potopena jako cvičný cíl. Trupy posledních dvou jednotek byly v roce 1921 sešrotovány.